# Мусала у Меморијалном центру Сребреница — Поточари
Мусала у Меморијалном центру Сребреница — Поточари је џамија под ведрим небом, или објекат за молитву на отвореном за припаднике исламске вероисповести. Она је по свом изгледу најпрепознатљивији објекат унутар сакралог дела Меморијалног центра.

## Историјат
Мусала је изграђена и званично отворена од стране бившег америчког председник Била Клинтон у септембру 2003. године, на основу Одлуке Високог представника у Босни и Херцеговини Волфганга Петрича од 25. октобра 2000. године, да се на  земљишној локацији у Поточарима, Општина Сребреница, уреди мезарје и спомен обележја онима који су страдали у јулу 1995. године у масовном злочину.

## Опис објекта
Мусала и турбе, су у форми полукруга, који окружује бела камена платформа, или „Зид сећања” на коме су исписана имена 8.372 жртва страдалих у масовном злочину, јула 1995. године.
У мермерни плато мусале угравирана су симетрично места за сеџду, а у десном делу је камени мимбер.
На десној страни мусале, налази се турбе, са зеленом куполом и великом каменом плочом на којој су угравирани, на арапском и бошњачком језику, ајети 154-156. друге Кур'анске суре:
| „ | И не реците за оне који су на Аллахову путу погинули: „Мртви су!” Не, они су живи, али ви не знате! Ми ћемо вас доводити у искушење мало са страхом и гладовањем, и тиме што ћете губити имања и животе, и летине. А ти обрадуј издржљиве, оне који, кад их каква невоља задеси, само кажу: „Ми смо Алахови и ми ћемо се Њему вратити!” | ” |